# Marie-Ginette Guay
Pour les articles homonymes, voir Guay.
Marie-Ginette Guay, est une actrice de théâtre et de cinéma. Elle est fortement impliquée au sein de la communauté culturelle de la ville de Québec.

## Biographie
Marie-Ginette Guay est diplômée du Conservatoire d'art dramatique de Québec de l'année 1980. Elle a joué dans plus de 80 productions, au théâtre, au cinéma et à la télévision.
Directrice artistique du Théâtre Périscope de 2003 à 2011, elle est professeure de diction française au Conservatoire de musique de Québec.
Elle a notamment été vice-présidente du conseil d'administration du Théâtre du Trident de 1987 à 1996, ainsi que présidente du conseil d'administration du Théâtre Périscope entre 1996 et 2000.

## Filmographie

### Cinéma
- 1979 : Le Shift de nuit
- 2002 : Québec-Montréal : Ghisèle
- 2007 : Continental, un film sans fusil : Lucette
- 2011 : Sur la route : Gabrielle Lévesque (mère de Jack Kerouac)
- 2016 : Feuilles mortes
- 2017 : Les Affamés : Thérèse
- 2017 : Pieds nus dans l'aube : une enseignante

### Télévision
- 1995 : 4 et demi (télévision de Radio-Canada) : Agathe Arsenault
- 2001 : Fred-dy (TV) : Carmelle Maltais
- 2009 : Aveux (télévision de ICI Radio-Canada Télé) : Micheline Gagnon-Dubreuil
- 2009 : Yamaska (télévision de TVA) : Yvonne
- 2009 : Chabotte et Fille (télévision de Télé-Québec) : Simone Guérin
- 2017 : Le Siège (télévision de ICI ARTV) : Gisèle Cormier[1]
- 2018 - 2024 : Discussions avec mes parents (télé-série de François Morency) : Rollande

## Théâtrographie
- 1991 : Les Belles-sœurs, de Michel Tremblay, mise en scène de Serge Denoncourt, rôle de Marie-Ange Brouillette, voisine de Germaine Lauzon
- 1993 : Sainte-Carmen-de-la-main, de Michel Tremblay, mise en scène de Lou Fortier, production Théâtre du Trident
- 2008 : Un simple soldat, de Marcel Dubé, mise en scène de Jacques Rossi
- 2009 : Le Palier, mise en scène de Frédéric Dubois, production Le Tandem, tournée en Abitibi[2]
- 2010 : Le Cardigan de Glorio Esteban, mise en scène d'Anne-Sophie Archer, production Premier Acte
- 2014 : Frozen, mise en scène de Jeremy Peter Allen, production  Théâtre de la Bordée
- 2014 : Les fées ont soif, de Denise Boucher, mise en scène d'Alexandre Fecteau, production Théâtre de la Bordée
- 2018 : Mme G., de Maxime Beauregard-Martin, mise en scène de Maryse Lapierre, une coproduction de La Bordée et de la compagnie On a tué la une!

## Récompenses et nominations
- 2011 : Femme de mérite, par le YWCA, catégorie Arts et Culture[3].

### Théâtre
- 1994 : Prix Janine-Angers pour Sainte-Carmen-de-la-main
- 1997 : Prix de la critique pour Concert à la carte
- 2008 : Prix Janine-Angers pour Un simple soldat

### Cinéma
- 2008 : Nomination aux Prix Génie pour la meilleure actrice de soutien pour le film Continental, un film sans fusil

### Télévision
- 2010 : prix Gémeaux, meilleur rôle dramatique de soutien dans la série Aveux